# کیمورایاما مامورو
کیمورایاما مامورو (انگلیسی: Kimurayama; ۱۳ ژوئیهٔ ۱۹۸۱ – ۶ ژوئیهٔ ۲۰۲۴) ریکیشی یا بازیکن سومو اهل ژاپن بود. او تنها کشتی گیر در رده های نخبه در زمان خود از استان واکایاما بود.